# Przemyśl Wschodni
Przemyśl Wschodni – przystanek kolejowy w Przemyślu, na linii kolejowej nr 91 Kraków Główny – Medyka.